# X1 Search
X1 Search (früher Yahoo! Desktop Search) ist ein Desktop-Suchprogramm, das die Suche nach Dateien auf dem eigenen Computer ermöglicht. Für die Suche bietet es eine der Yahoo-Suchmaschine ähnliche Oberfläche und einige Erweiterungen für die Windows-Taskleiste und den Desktop.
Derzeit steht eine kostenfreie Version der Software nicht mehr zum Download zur Verfügung. Die Software muss einmalig käuflich erworben werden und es besteht die Option für ein jährliches Abonnement für zusätzlichen „premium support“.

## Unterstützte Datenquellen
X1 Search unterstützt u. a. das Durchsuchen folgender Dateien:
- Microsoft-Office-Dokumente
- Textdateien
- PDF-Dokumente
- Musikdateien
- Bilddateien
- Videodateien
- E-Mails, insbesondere von Lotus-Notes, sowie in E-Mails enthaltene Dateianhänge
- Verlaufsinformationen
- HTML-Dokumente

X1 Search kann durch Plugins erweitert werden.